# Саквавистке
Саквавистке (груз. საყვავისტყე) — село в Грузии, на территории Чохатаурского муниципалитета края (мхаре) Гурия.

## География
Село находится в западной части Грузии, на правом берегу реки Супсы, на расстоянии приблизительно 1 километра (по прямой) к востоку от посёлка городского типа Чохатаури, административного центра муниципалитета. Абсолютная высота — 208 метров над уровнем моря.

## Население
По результатам официальной переписи населения 2014 года, в Саквавистке проживало 402 человека (190 мужчин и 212 женщин). В национальной структуре населения грузины составляли 99,8 %, азербайджанцы — 0,2 %.
| Год  | Население, человек |
| ---- | ------------------ |
| 2002 | 514                |
| 2014 | ↘ 402              |